# Le Roi des Deux-Siciles

Le Roi des Deux-Siciles est un roman de l'écrivain Andrzej Kuśniewicz publié en Pologne en 1970. Le titre de l'édition originale en polonais est Król Obojga Sycilii.

## Synopsis
L’action se déroule en juin 1914 : à Sarajevo l’archiduc François-Ferdinand, héritier de l’Empire austro-hongrois, est assassiné, ce qui sera le prétexte au déclenchement de la Première Guerre mondiale ; dans une petite ville de l’Empire proche de la Serbie, une jeune prostituée gitane est assassinée. « Et simultanément, de divers côté, sous divers climats, mais à la même heure, à la même minute précise, dix heures dix, il se passera encore beaucoup de choses futiles et importantes, privées et publiques, secrètes et connues … ». Comme le dit l’auteur, lui-même : « Tous ces faits ne sembleront pas constituer un ensemble logique, ni être réciproquement liés. Mais il n’en va pas selon les apparences : chacun a bel et bien eu lieu dans un temps strictement réel et par là même s’est fixé pour toujours. Impossible de changer quoi que ce soit … Il n’est pas exclu, que l’absence d’une seule particule temporelle puisse changer complètement le cours des événements ultérieurs, tant sur le plan public que privé ». C’est en quelque sorte la théorie du battement d’ailes de papillon au Japon qui change le climat en Europe.
Kuśniewicz va entraîner le lecteur sur les traces d’Emil R., jeune officier autrichien, rejeton fragile de la grande bourgeoisie éclairée, raffiné et pervers, d’un sadomasochisme tout cérébral, amoureux de sa sœur Elisabeth, femme enfant dominatrice et inquiétante ; de Graz à Vienne ; de Trieste et de la côte dalmate à Marienbad ; voire dans le passé lointain, de la tragique défaite (autrichienne) de Solférino à cette ville de garnison, Fehértemplom alias Ungarische Weisskirchen, aujourd’hui Bela Crkva, aux confins de la Puszta hongroise et du Banat, là on s’ennuie ferme dans la caserne des uhlans « siciliens », beuveries, virées dans les maisons closes jusqu’au petit matin, meurtre (?) … mais bientôt va se jouer le sort de l’Empire des Habsbourg et sonner la fin de cette Époque qu’on a dit « belle ». « Es war einmal ».